# Zhuangzi (filozof)
Zhuangzi (znaczenie: Mistrz Zhuang; w Polsce obowiązuje również spolszczone określenie Czuang-tsy; ok. 369 – ok. 286 p.n.e.) – myśliciel i pisarz, którego nauka była wyższym etapem w rozwoju starożytnego taoizmu. Najgłębsze znaczenia jego alegorii stanowią od wielu stuleci przedmiot wnikliwych badań. Zhuangzi był najwcześniejszym ze znanych krzewicieli nauk Laozi, wymienia się go wśród najważniejszych mistrzów taoizmu.
Na imię miał 周 Zhōu. Pochodził z Meng (蒙城 Méng Chéng) w państwie Song (dziś pogranicze prowincji Szantung i Henan), okręgu leżącego blisko granicy z państwem Chu i będącego pod silnym wpływem kultury tego południowego mocarstwa. Według Sima Qiana miał pochodzić z miasta Meng (leżącego nieco na północ od współczesnego Shangqiu w Henanie) i był współczesny takim władcom jak król Hui z Liang (panował 370—
355 p.n.e.), Xuan z Qi (pan. 319—301 p.n.e.) i Wei z Chu (pan. 339—329  p.n.e.). Żył więc mniej więcej w tym samym czasie co Mencjusz.  Znany był także jako: 蒙吏, Méng Urzędnik, 蒙莊 Méng Zhuāng i 蒙叟 Méng Starszy.
Przez całe życie Zhuangzi Chiny były sceną wojen domowych, pogrążających cały kraj w atmosferze militaryzmu, spisku i agresji. Dążył do polepszenia niespokojnej sytuacji w kraju poprzez głoszenie filozofii taoistycznej. Kierował się prawdami zawartymi w Daodejing, spisanymi przez Laozi.
W swoim dziele bardzo często w sposób dobroduszny i pogodny naśmiewa się z Konfucjusza, Laozi traktuje zaś z powagą i czcią przysługującą Staremu Mistrzowi. Ponieważ Zhuangzi interesował się wolnością duchową i społeczną, w jego symbolicznych opowieściach duże znaczenie mają obie te postaci. Gdy wyzwolił się ze złudzeń, ani nadzieja, ani strach nie miały już na niego wpływu.
Podstawowa koncepcja dao da się streścić jako spontaniczny i naturalny bieg rzeczy i spraw. Zhuangzi naśmiewa się z człowieka, który próbuje narzucać Dao swe słowa i czyny, a to dlatego, że próżne są wysiłki zmierzające do zdobycia podstaw znajomości motywów działania. Próżne z tego względu, że słowa nie oddają należycie i wiernie otaczającej człowieka rzeczywistości; istnieje wyraźny rozdźwięk między tym, co doświadczamy, a sposobem w jaki to przedstawiamy. W obliczu niemożności prawdziwego poznania świata Zhuangzi stawia zasadnicze pytanie: Cóż pozostaje człowiekowi czynić? Jak należy żyć? Jak określić swe miejsce w świecie, skoro język nie jest tym narzędziem, które może służyć do zdobycia wiedzy? Odpowiedzią na filozoficzne pytania jest postawa nie-działania (wuwei 無為). Nie jest ono jednak tożsame z pasywnością, kwietyzmem czy zamknięciem w sobie. Nie-działanie w znaczeniu, jakie nadaje mu Zhuangzi, to takie postępowanie, które jest zgodne z naturą rzeczy i stworzeń. Człowiek powinien więc wyzbyć się swego egocentryzmu i przestać modelować rzeczywistość według swych marzeń i zachcianek.
Zhuangzi jako pisarz bywa rozmarzony, zabawny i zaskakujący, ale i bardzo konkretny i poważny, złośliwy, uszczypliwy i pogodny. Wypowiadał się za pomocą paraboli - zwięzłych replik tak rozpowszechnionych i cenionych w literaturze chińskiej, stanowiących zalążek przysłów. Niektóre z jego paraboli weszły do światowego kanonu powiedzeń i przysłów. Najbardziej znany jest Sen motyla: mędrcowi przyśnił się motyl. Po przebudzeniu zaczął się zastanawiać czy motyl przyśnił się jemu czy to motylowi śni się, że jest Zhuangzi. Sen-parabola ilustruje złożoną filozoficzną kwestię możliwości i granic poznania. Stawia pytanie o empiryczne możliwości człowieka.
Zhuangzi poproszono kiedyś o objęcie stanowiska doradcy króla, on jednak odrzucił propozycję, tłumacząc, że nie chce być jak zwierzę ofiarne, tuczone i przyozdabiane przed rzezią. Zachęcał do wyzwolenia z tyranii ucisku politycznego, społecznego, intelektualnego i emocjonalnego, a nawet tyranii śmierci. Miał odwagę obnażać istotę ludzkiej egzystencji. Z jego tekstów wynika jednak, że nie był on eskapistą czy anarchistą, za jakiego go brano. Zhuangzi był orędownikiem wolności, ale celem jaki mu przyświecał było polepszenie ogólnej kondycji ludzkości. Chciał to osiągnąć poprzez umoralnienie i oświecenie urzędników i zwykłych ludzi. Postawa ostrożności i nieangażowania się w sprawy związane z ziemską tyranią nie jest przejawem eskapizmu. To próba zbliżenia do taoistycznej wykładni taktu, danej przez Laozi.
Zhuangzi był raczej antynominalistą (zobacz: nominalizm), twierdził, że Dao nie da się opisać wprost. Używał do tego metafor, porównań i paradoksów. Większość tekstów zawartych w Zhuangzi to paraboliczne historyjki, które po wnikliwej analizie ukazują całą swoją głębię i mądrość.